# Potok Kokociniec
Potok Kokociniec – potok w Katowicach, przepływający przez tereny dzielnic Załęska Hałda-Brynów część zachodnia i Ligota-Panewniki. Jest on jednym z dopływów Kłodnicy. Potok ma długość około 2,4 km i powierzchnię zlewni około 4 km². W jego dolinie znajdują się obszary cenne pod względem przyrodniczym.

## Przebieg
Potok Kokociniec swoje źródło ma w okolicy ulicy Szadoka w Ligocie (obszar dzielnicy Załęska Hałda-Brynów cz. zachodnia). Następnie płynie wzdłuż linii kolejowej nr 139. Następnie przepływa pod linią kolejową nr 141. Po przepłynięciu pod ulicą Stanisława Hadyny tworzy cenną pod względem przyrodniczym dolinę. Następnie przepływa pod ulicą Kijowską i w okolicy mostu na ulicy Kruczej wpada do Kłodnicy.

## Dolina potoku
Dolina potoku Kokociniec to obszar stanowiący enklawę półnaturalnej roślinności położony w górnym biegu potoku w otoczeniu terenów mieszkaniowych Brynowa, Ligoty i Kokocińca. Na większej długości potoku jest to stosunkowo wąska dolina głęboko wcięta w powierzchnię osadów plejstocenu. W rejonie źródlisk potoku na obszarze 12,8 ha w dolinie potoku występują fragmenty siedlisk łęgowych z płatami lasu i zarośli olchowo-wierzbowych, roślinność bagienna i łąkowa, fragment prześwietlonego lasu dębowego, a także zbiorowiska roślinności ruderalnej, występujące w miejscach gruzowisk i lokalnych wysypisk śmieci. Dolina potoku posiada stosunkowo duże zróżnicowanie i bogactwo florystyczne. W niewielkich zastoiskach wodnych spotkać można licznie występujący siedmiopalecznik błotny. Dolina ta stanowi korytarz ekologiczny o znaczeniu lokalnym poprzez dolinę Kłodnicy łączący się z innymi przyrodniczymi obszarami w zachodniej części Katowic. W ramach ESOCh planowane było utworzenie na tym obszarze użytku ekologicznego. Obecnie zagrożeniem dla doliny jest możliwa budowa dróg mogących niekorzystnie wpływać na jej środowisko.